# Pop Will Eat Itself
Pop Will Eat Itself (аббр. PWEI, в переводе с англ. — «попса сама себя съест») — британская рок-группа, образовавшаяся в 1986 году в Стоурбридже, Англия. Группа создала своё собственное звучание, сочетая альтернативный рок с элементами хип-хопа, индастриала, техно и электронной музыки. Также Pop Will Eat Itself считаются родоначальником направления гребо, название которому сами же и придумали. Согласно журналу Billboard группа является «одной из самых влиятельных групп в истории электронной музыки».
Семь альбомов группы входили в британский чарт; наивысшего результата (11-й строчки) достиг Dos Dedos Mis Amigos 1994 года. Сингл «Get The Girl! Kill The Baddies!» поднялся до 9-й строчки в чарта Великобритании. Девять релизов PWEI входили в UK Indie Chart, причём 4 сингла и альбом Box Frenzy поднимались в этом чарте до 2-й позиции.

## История

### Образование группы (1981—1986)
История группы берёт своё начало в 1981 году, когда Клинт Мэнселл, Адам Моул, Крис Фреджли, Малкольм Трис и Майлс Хант образовали группу From Eden. После ухода Триса и Ханта (позже образовавших The Wonder Stuff) название коллектива изменилось на Wild and Wandering. Под этим названием группа выпустила мини-альбом 2000 Light Ales From Home, который, даже не вошёл инди-чарты.
C приходом Ричарда Марча и Грээма Крэбба группа переименовалась в Pop Will Eat Itself: это название в 1986 году Мэнселл заимствовал у статьи в журнале NME о группе Jamie Wednesday (позже получившей известность как Carter USM). Группа образовала собственный лейбл Desperate Records и выпустила на нём тот же EP 2000 Light Ales From Home с новыми пятью песнями. Вскоре NME объявил мини-альбом «синглом недели» и тут же обратил на себя внимание Джона Пила. Крис Дженнингс, руководитель лейбла Chapter 22 Records, также заинтересовался материалом и перевыпустил его уже как релиз Pop Will Eat Itself — так новое название утвердилось уже окончательно.
Очень скоро, однако, к PWEI приклеилось уменьшительное прозвище Poppies — отсюда и заголовок дебютного мини-альбома The Poppies Say Grrr, вышедшего в 1986 году.

### Успех (1986—1995)
PWEI играли лёгкий альтернативный рок, в котором ощущалось влияние Buzzcocks, но уже в мини-альбоме Poppiecock музыканты уделили большое внимание семплированию, черпая фрагменты из наследия самых разных исполнителей — от Джеймса Брауна до Игги Попа. К этому времени Грээм Крэбб окончательно стал вокалистом, а его место ударника занял Dr. Nightmare.
Отточив стиль, в котором соединились поп-музыка, рок и хип-хоп (именно он получил название «гребо») Pop Will Eat Itself (при поддержке Джона Пила) закрепили свой успех с альбомом Box Frenzy (и хитом «There Is No Love Between Us Anymore»), тем самым заставив прессу уделить внимание гребо.
К моменту выхода This Is the Day…This Is the Hour…This Is This! (считающимся лучшим в карьере группы) PWEI уже находились под сильным влиянием хип-хопа, свидетельством чему могут служить синглы «Def. Con. One.», «Can U Dig It?» и «Touched by the Hand of Cicciolina», который был посвящён итальянской порно-звезде Чиччолине, ушедшей в большую политику. Стиль PWEI постоянно менялся; перейдя на RCA и получив возможность экспериментировать, группа записала Cure for Sanity — свой самый электронный альбом (лейбл, впрочем, настоял на изъятии всех продолжительных импровизаций). Альбом The Looks or the Lifestyle?, записанный с «живым» барабанщиком Робертом «Фаззом» Таунсендом, напротив, отличался отполированным, сглаженным звуком (примером чему могут служить хиты «Karmadrome» и «Bulletproof»).
В январе 1993 года PWEI разорвали контракт с RCA Records, но по иронии судьбы тут же добились наивысшего результата — 9-го места в британских чартах с синглом «Get the Girl! Kill the Baddies!», в результате чего спустя месяц стали единственной в истории бесконтрактной группой, приглашенной выступить в программе «Top of the Pops».
Уход от RCA в каком-то смысле оказался для группы спасительным: компания согласилась оплатить все её студийные долги в обмен на право распоряжаться бэк-каталогом. Свой новый контракт PWEI подписали с только что образованным лейблом Infectious Records, где они получили свободу, о которой давно мечтали, и возможность делать открытые политические заявления, например в песне «Ich Bin Ein Auslander», записанной совместно с Fun-Da-Mental. К этому времени музыка группы стала содержать элементы индастриала — сказалось влияние Трента Резнора, фаната и давнего друга Pop Will Eat Itself. Это отвратило от неё значительную часть прежних поклонников, но обеспечило приток новой аудитории в США, особенно после присоединения к лейблу Резнора Nothing Records и совместного турне с Nine Inch Nails.

### Распад группы (1996)
После выхода Two Fingers My Friends (альбома ремиксов с участием The Orb, Apollo 440, Джа Уоббла и др.) Грээма Крэбба (ушедшего в Golden Claw Musics) заменил Керри «Канюк» Хэммонд из Yeah! God (он записывал партии гитары для группы и раньше, но не был её постоянным участником), а Клинт Мэнселл стал основным вокалистом. Группа продолжала гастролировать вплоть до 1996 года, но затем вдруг объявила о том, что «в силу переутомления» не станет заканчивать новый студийный альбом, предполагавшийся как совместный с Трентом Резнором. Из материала, записанного в те дни, был выпущена лишь кавер-версия песни Гари Ньюмана «Friends».
После окончательного распада в 1996 году Марч и Таунсенд образовали бигбит-группу Bentley Rhythm Ace. Клинт Мэнселл написал музыку для нескольких известных фильмов, в том числе «Реквием по мечте», «π», «Doom» и «Фонтан».
В январе 2005 года реформированные Pop Will Eat Itself (несмотря на потерю всех заранее заготовленных треков, необходимых для сценических шоу) дали свои первые за 8 лет концерты в Ноттингеме, Бирмингеме и Лондоне. Альбомный превью «Sonic Noise Byte» появился на сайте группы pweination.соm, но в марте 2006 года стало известно, что Клинт и Рич не могут далее продолжать работу в группе. Остальные участники под названием Vileevils выложили в Интернете два трека: «Retro Dreaming» и «Street Fightin».

### Воссоединение (2010 — настоящее время)
24 февраля 2010 года лейбл dPulse Recordings объявил о том, что Грээм Крэбб намерен выйти из состава Vileevils и сконцентрироваться на работе над новым материалом Pop Will Eat Itself: синглом «Axe of Men 2010» и новым альбомом. Кроме того, Крэбб собирает новый состав для проведения концертного тура. 11 мая 2010 года состоялся релиз сингла «Axe of Men 2010». В октябре 2011 года вышел новый студийный альбом New Noise Designed by a Sadist, в поддержку которого группа отправилась в гастрольный тур.
23 сентября 2013 года лейблом Cherry Red Records был выпущен альбом A Lick of the Old Cassette Box, материал к которому был записан в период с 1995 по 1996 год. Сам релиз пластинки должен был состояться в 1996—1997 году и тем самым стать шестым полноформатным студийным альбомом группы. Тогда предполагалось, что продюсером пластиники станет Трент Резнор.

## Дискография
| Студийные альбомы - Box Frenzy (1987) - This Is the Day…This Is the Hour…This Is This! (1989) - Cure for Sanity (1990) - The Looks or the Lifestyle? (1992) - Dos Dedos Mis Amigos (1994) - Two Fingers My Friends! (альбом ремиксов) (1995) - New Noise Designed by a Sadist (2011) - A Lick of the Old Cassette Box (2013) | Мини-альбомы - The Poppies Say GRRrrr! (1986) - Poppiecock (1986) - Very Metal Noise Pollution (1989) - Amalgamation (1994) | Сборники - Now for a Feast! (1988) - 16 Different Flavours of Hell (1993) - Wise Up Suckers (1996) - PWEI Product 1986—1994 (2002) - The Best Of (2008) | Концертные альбомы - Weird’s Bar and Grill (1993) - The Radio 1 Sessions 1986-87 (1997) - Reformation: Nottingham Rock City (2005) - Reformation: Birmingham Carling Academy (2005) - Reformation: London Shepherds Bush Empire (2005) - On Patrol in the UK 2012 (2012) |

### Синглы
| Год  | Сингл                                    | Позиция в чарте  | Позиция в чарте    | Альбом                                         |
| Год  | Сингл                                    | UK Singles Chart | Modern Rock Tracks | Альбом                                         |
| ---- | ---------------------------------------- | ---------------- | ------------------ | ---------------------------------------------- |
| 1987 | «Sweet Sweet Pie»                        | -                | -                  | Now for a Feast!                               |
| 1987 | «Love Missile F1-11»                     | -                | -                  | Now for a Feast!                               |
| 1987 | «Beaver Patrol»                          | -                | -                  | Box Frenzy                                     |
| 1988 | «There Is No Love Between Us Anymore»    | 66               | -                  | Box Frenzy                                     |
| 1988 | «Def. Con. One»                          | 63               | 30                 | This Is the Day…This Is the Hour…This Is This! |
| 1989 | «Can U Dig It?»                          | 38               | -                  | This Is the Day…This Is the Hour…This Is This! |
| 1989 | «Wise Up! Sucker»                        | 41               | -                  | This Is the Day…This Is the Hour…This Is This! |
| 1990 | «Touched by the Hand of Cicciolina»      | 28               | -                  | Cure for Sanity                                |
| 1990 | «Dance of the Mad»                       | 32               | -                  | Cure for Sanity                                |
| 1991 | «X Y & Zee»                              | 15               | 11                 | Cure for Sanity                                |
| 1991 | «92 Degrees»                             | 23               | -                  | Cure for Sanity                                |
| 1992 | «Karmadrome» / «Eat Me Drink Me Love Me» | 17               | -                  | The Looks or the Lifestyle?                    |
| 1992 | «Bulletproof!»                           | 24               | -                  | The Looks or the Lifestyle?                    |
| 1993 | «Get The Girl! Kill The Baddies!»        | 9                | -                  | The Looks or the Lifestyle?                    |
| 1993 | «R.S.V.P. / Familius Horribilus»         | 27               | -                  | Dos Dedos Mis Amigos                           |
| 1994 | «Ich Bin Ein Auslander»                  | 28               | -                  | Dos Dedos Mis Amigos                           |
| 1994 | «Everything’s Cool»                      | 23               | -                  | Dos Dedos Mis Amigos                           |
| 2010 | «Axe of Men 2010»                        | -                | -                  | Неальбомный сингл                              |
| 2011 | «Chaos & Mayhem»                         | -                | -                  | New Noise Designed by a Sadist                 |